# Holcombe (Somerset)
Pour les articles homonymes, voir Holcombe.
Holcombe est une paroisse civile et un village du Somerset, en Angleterre.